# Таубе Микола Іванович
Таубе Микола Іванович — російський сценарист.
Народився 29 квітня 1911 р. у м. Читі в родині латиського революціонера-засланця. Закінчив Ленінградську Академію мистецтвознавства і курси кіносценаристів при кіностудії «Белгоскино». Учасник Великої Вітчизняної війни. Працював у пресі, на Всесоюзному радіо і телебаченні. Автор сценаріїв кінокартин: «Щастя» (1932, у співавт.), «Перше кохання» (1934, у співавт.), та ін.
В Україні за його сценаріями створено фільми: «Моя дочка» (1956) і «Мрії здійснюються» (1959). Член Спілки кінематографістів Росії.

## Фільмографія
1. 1932: Щастя
2. 1933: Перше кохання
3. 1937: Соловей
4. 1940: Приятелі
5. 1956: Моя дочка
6. 1959: Мрії здійснюються